# Sybra bicolor
Sybra bicolor là một loài bọ cánh cứng trong họ Cerambycidae.